# Второй законопроект о гомруле

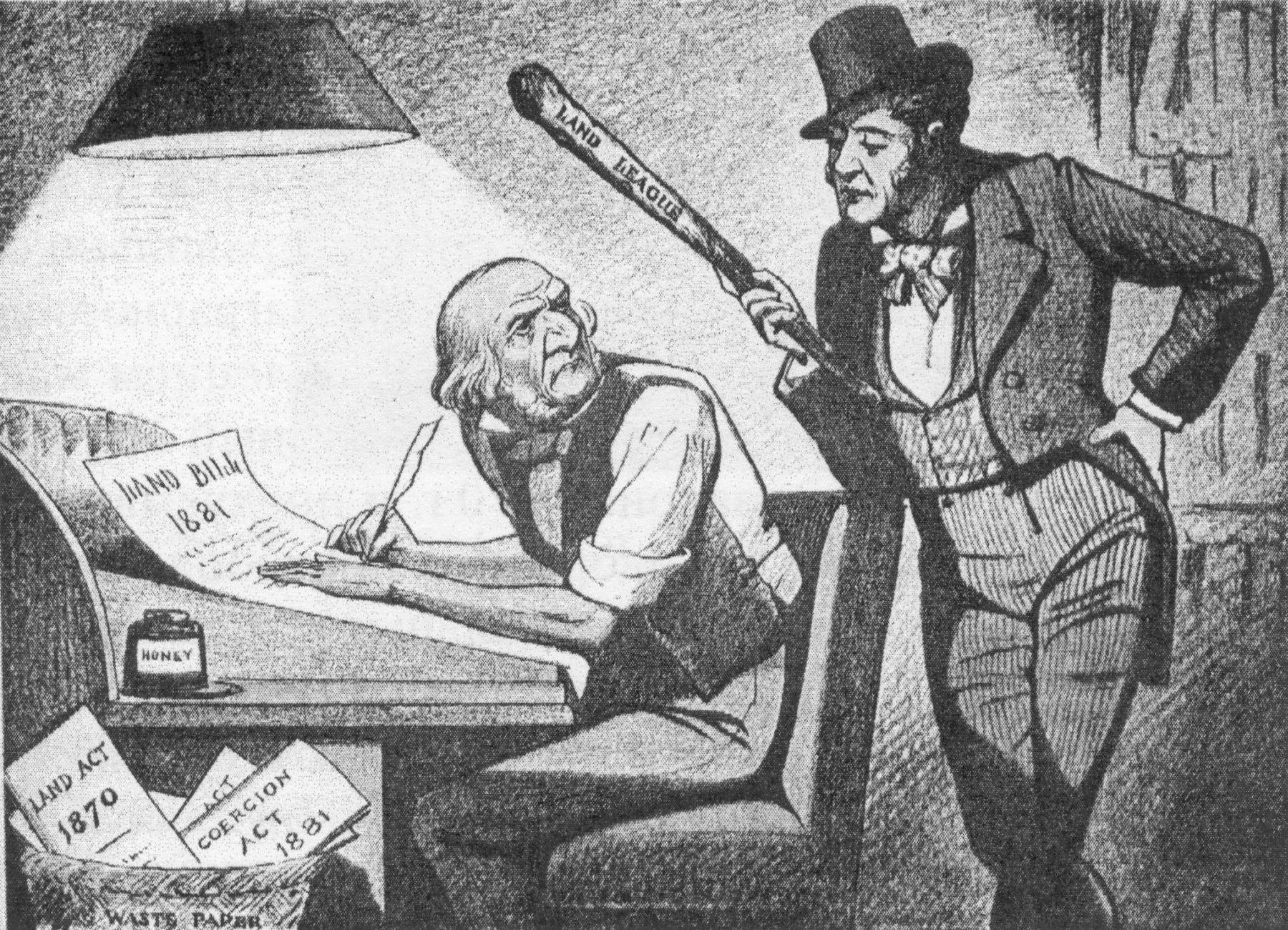
Карикатура 1880-х годов, изображающая Гладстона под влиянием Земельной лиги

Второй законопроект о гомруле (Government of Ireland Bill 1893) — второй законопроект о самоуправлении Ирландии, обсуждавшийся в парламенте Соединённого королевства в 1893 году.
В 1893 либеральное правительство вернулось к власти и внесло в парламент второй билль о гомруле, однако, в связи с этим вновь возник ряд кризисов (мобилизация противников ирландского самоуправления в Ольстере, угрозы прибегнуть к оружию, террор против католического населения). Законопроект в итоге прошёл в палате общин, но не прошёл палату лордов.